# История Парижа
Париж находится на перепутье торговых путей и рек, в сердце богатого сельскохозяйственного региона. Он был одним из главных городов Франции в X веке, с королевским дворцом, богатыми аббатствами и соборами. В XII веке Париж стал одним из первых центров в Европе в области образования и искусства. На протяжении всего своего существования Париж всегда был в центре событий, которыми отмечена история Франции.

## Символы Парижа

Герб Парижа

### Герб Парижа
Описание герба 

«В червлёном поле Гальское судно, оснащённое и одетое в серебро, плывующее на серебряных волнах, движимое остроконечным парусом. Глава лазуревая, усеянная золотыми геральдическими лилиями».

Герб города Парижа официально утверждён в 1358 году королём Карлом V. На гербе изображён корабль, который символизирует, с одной стороны, лежащий в самом центре города остров Сите на реке Сене, который имеет форму корабля, а также торговлю и торговые компании, что указывает на главную составляющую городского хозяйства, а лазуревое поле с золотыми лилиями в верхней части герба — старая эмблема французской королевской династии Капетингов, под покровительством которой находился Париж.
Символом Парижа послужил кораблик, так как через Париж проходят два древних торговых пути — сухопутный, с севера на юг, и водный, по Сене, с востока на запад, к Атлантике. В старину переправой через Сену заправляла гильдия лодочников, чьи доходы были важной статьей благосостояния города. Впервые упоминание о гербе Парижа появилось в начале 1190 года, когда Филипп Август проектировал город, прежде чем выступить походом к Святой Земле. После Великой французской революции указом от 20 июня 1790 года были отменены как дворянские титулы, так и эмблемы и гербы. Муниципалитет Парижа выполнил это указание и город остался без своего герба до периода первой Французской империи, при которой французским городам было вновь позволено иметь собственные гербы. В Париже герб восстановлен распоряжением Наполеона I от 29 января 1811 года. В 1817 году Людовик XVIII утвердил герб города в его прежнем виде.

### Девиз

Флаг Парижа

Девиз города — «Fluctuat nec mergitur», что в переводе с латыни означает «Плавает, но не тонет». Девиз впервые появился в конце XVI века, хотя официальным он стал только после утверждения бароном Османом, а затем префектом Сены, с 24 ноября 1836 года.

### Флаг
12 июля 1789 года, в воскресенье, в садах Королевского Дворца Камилл Демулен прикрепил к своей шляпе зелёный листок. Демулен убеждал людей сделать то же самое. Этот жест означал всеобщую мобилизацию. Вскоре заметили, что зелёный цвет является цветом крайне непопулярного в народе графа д’Артуа (будущего Карла X). Было решено заменить зелёную кокарду на кокарды других цветов, чаще синие и красные. После взятия Бастилии красные и синие кокарды стали самыми распространёнными, так как эти цвета были цветами муниципальной гвардии. С этого времени (Французской революции), и берёт начало флаг города.

### Покровительницы города
Покровительницей города считается святая Женевьева, которая в V веке отвернула войска гуннов под предводительством Аттилы от стен города своими молитвами. Мощи святой Женевьевы сегодня находятся в парижской церкви Сент-Этьен-дю-Мон.

## Этимология названия

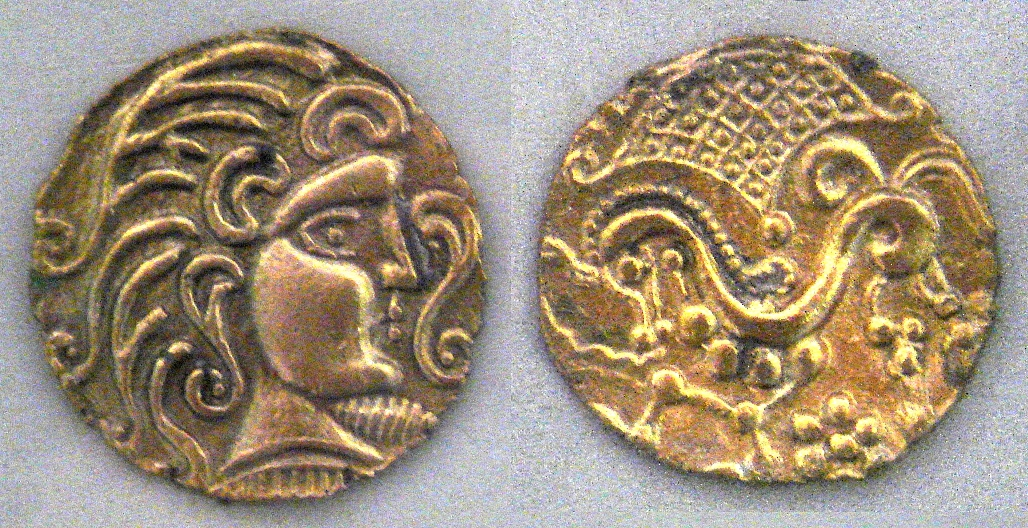
Золотые монеты паризиев, I век до н. э.
Национальная библиотека Франции

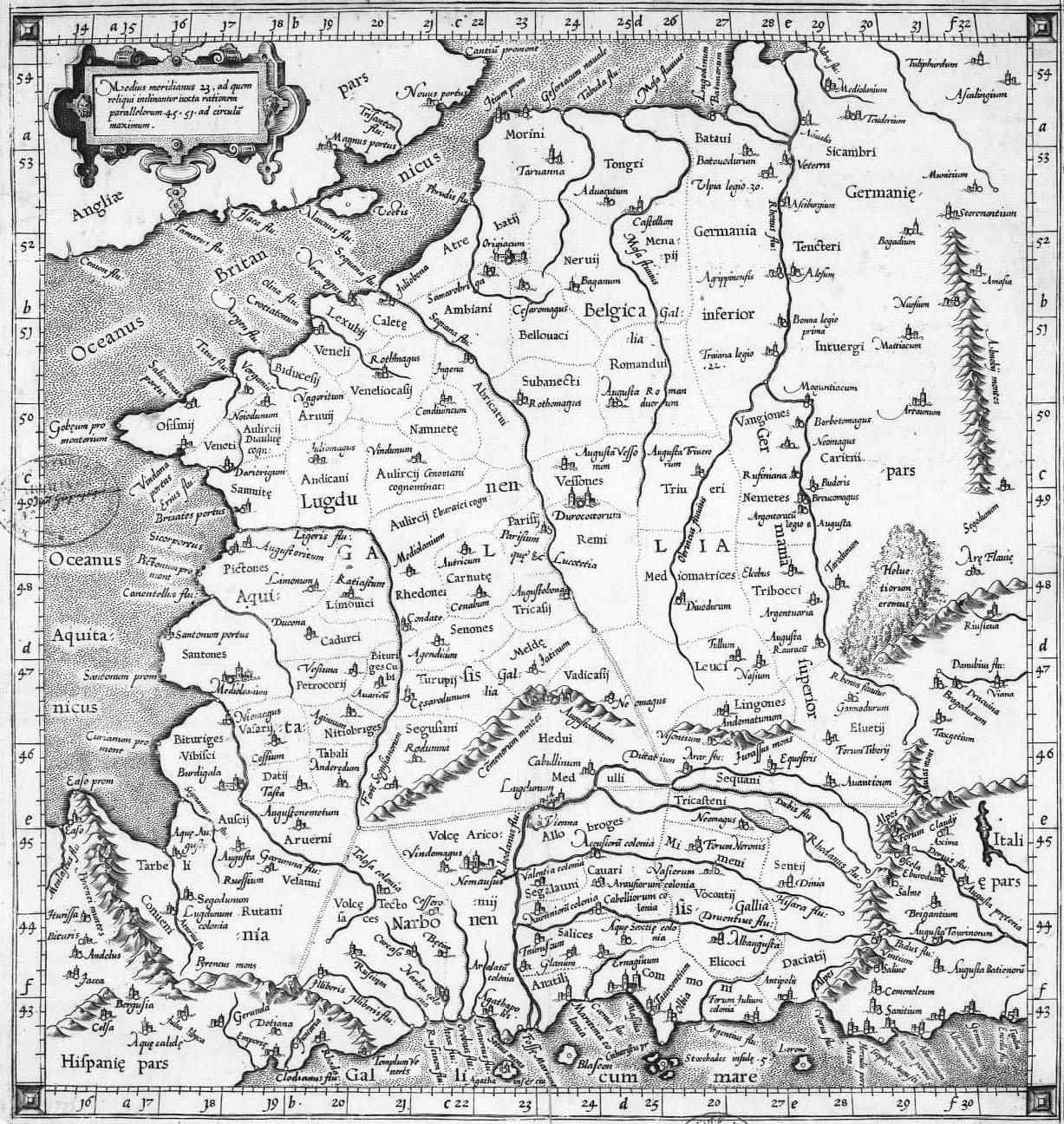
Карта Галлии во времена Птоломея, на которой можно прочитать имя Лютеция

Слово «Париж» произошло от латинского Civitas Parisiorium — «город Паризии». Это было кельтское поселение Лютеция племени паризиев на месте современного острова Сите.
Некоторые историки, такие как Ригорд из Сен-Дени, связывают основание Парижа со временем захвата Трои, троянцы, которые затем эмигрировали, обосновались на берегах Сены, и назвали новый город именем Париж. Слово Parisia с древнегреческого переводится, как «дерзость», «смелость». Жиль Коррозе в «La Fleur des Antiquitéz de la plus que noble et triumphante ville et cité de Paris» («Цветок Античности из самых благородных и триумфных городов и городков Париж»), опубликованном в 1532 г., предполагал, что город назван в честь Изиды (Par Isis) — египетской богини, чья статуя находится в храме Сен-Жермен-де-Пре.

## Доисторический период

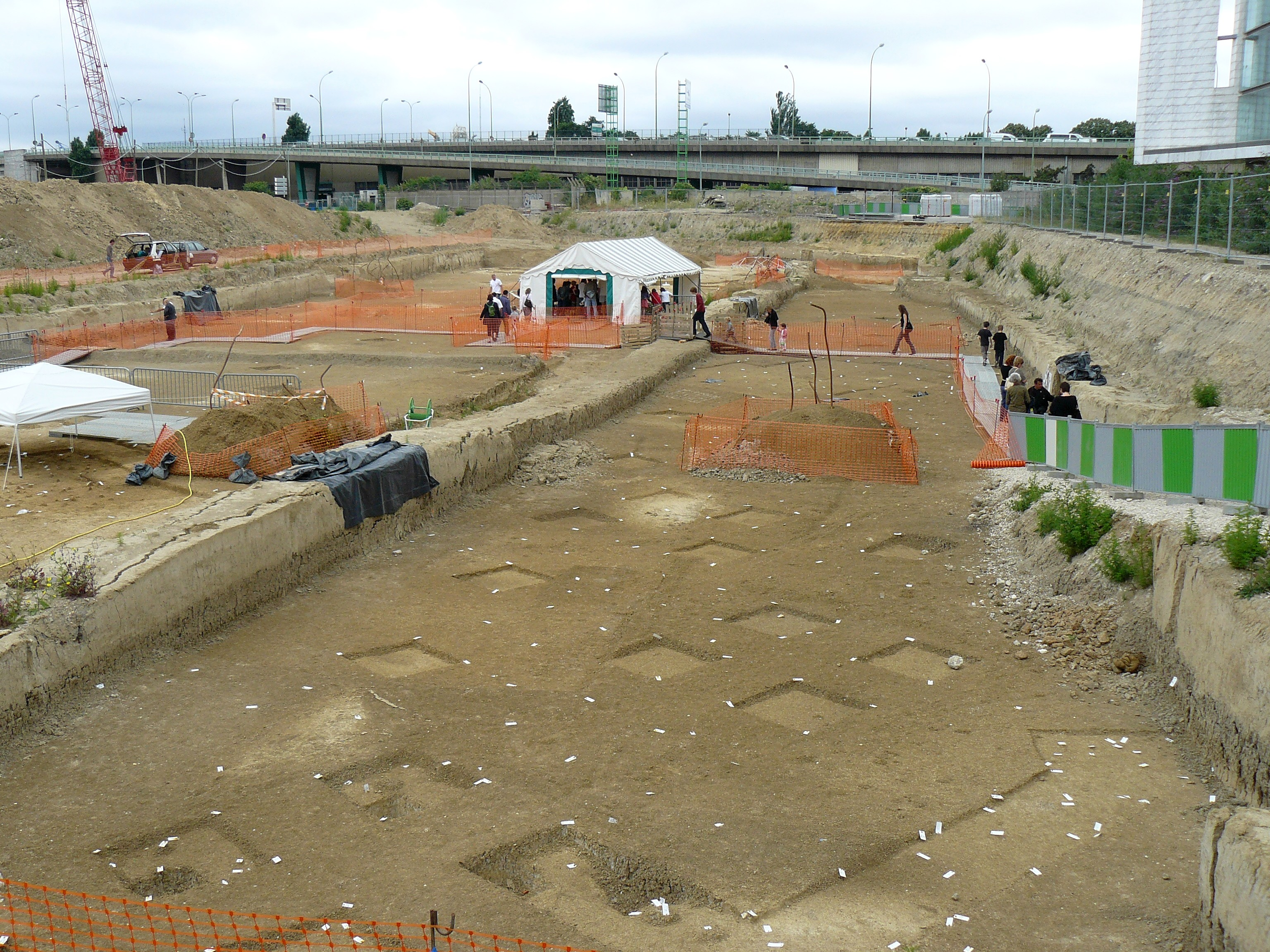
Раскопки на ул. Хенри-Фарман (июнь, 2008). На заднем плане южная окружная автомобильная дорога.

Территория Иль-де-Франс (историческая область Франции и регион в центральной части Парижского бассейна) была населена людьми уже по меньшей мере 40 000 лет назад. Об этом времени свидетельствуют обтёсанные каменные инструменты, обнаруженные во время разных земляных работ и раскопок по берегам Сены. В то время площадь, занимаемая сегодня Парижем, была болотистой, частично по причине изменённого в то время русла Сены, и покрыта лесами.
Весьма впечатляющим археологическим открытием стали при проводимых в 12-м округе Парижа в сентябре 1991 года раскопках, остатки древних стоянок людей. Раскопки позволили обнаружить следы стоянок людей периода неолита (4000 — 3800 гг. до нашей эры), устроенных на левом берегу бывшего рукава Сены. При археологических раскопках были найдены исключительно ценные предметы: три больших пироги (которые оказались самыми древними лодками найденными в Европе), деревянный лук, стрелы, керамические изделия, многочисленные инструменты из кости и камня.

## Основание города
Город был основан ещё в III веке до н. э. племенем кельтских галлов — паризии, как поселение Лютеция (от галльского «болото»)
В 53 году до н. э. Гай Юлий Цезарь построил римское укрепление рядом с Лютецией. Городок первоначально располагался на островах, образуемых рукавами Сены, на месте современного острова Сите, занимая стратегическое положение на перекрестке русла водной артерии и маршрута пересечения этой водной преграды вброд. Первое письменное упоминание о Лютеции встречается в 6-й книге Юлия Цезаря о войне с Галлией в 53 г до н. э. Когда в 52 году до н. э. римляне после первой неудачной попытки во второй раз попытались подойти к городу, паризии подожгли Лютецию и разрушили мосты. Римляне оставили им остров и построили на левом берегу Сены новый город. Там они возвели термы, форум и амфитеатр. В этом же, 52 году до н. э. закончились военные столкновения между галлами и римлянами, и легионы Юлия Цезаря установили контроль над этой территорией. Вплоть до раннего средневековья город был региональным центром под римским началом.
Во II веке н. э. на территории Франции появилось христианство, а в V веке н. э., после вторжения племени франков, закончилось владычество римлян. В 508 году н. э. франкский король Хлодвиг I присоединил Галлию к своему королевству и сделал Париж своей столицей.

## Средневековье

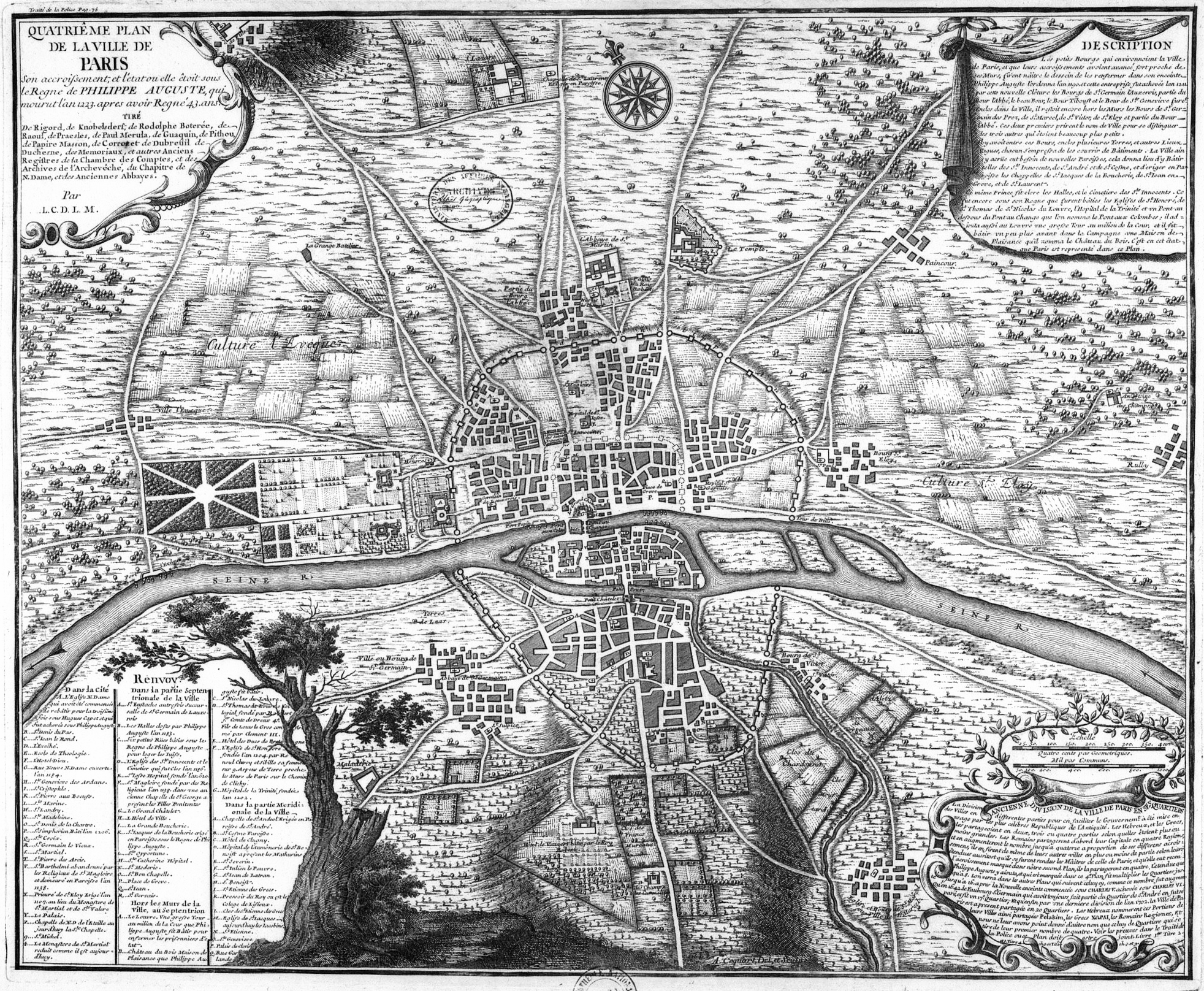
План Парижа, 1223 год

Париж, уже будучи городом франков, некоторое время был лишь скромной резиденцией вначале Меровингских, а затем Каролингских королей. В подлинную столицу он превратился в 987 году, когда Гуго Капет основал новую династию и придал городу статус, который он сохранял в течение всей истории Франции. С этого момента город стал развиваться ускоренными темпами, и не только в плане градостроительства, но и как культурный центр. Правление Филиппа II Августа, который правил с 1180 по 1223 гг., стало как бы исходной точкой одного из самых прекрасных периодов в истории Парижа: были замощены улицы, построено множество зданий, была усилена оборона города — в 1190 году была построена городская стена на правом берегу Сены, на западной окраине Парижа началось строительство Лувра, и в 1215 году был основан Университет. С образованием университета на левом берегу образовался академический квартал, на правом же — торговый и ремесленный.
В то время средневековый Париж ещё не отличался особым блеском. Так, вышедшая замуж за французского короля Генриха I дочь Ярослава Мудрого Анна Ярославна, приехав из Киева, была разочарована Парижем.
Новый расцвет города пришёлся на времена правления короля Людовика IX, прозванного Святым, которое длилось с 1226 по 1270 гг. В это время была построена Сент-Шапель и значительно продвинулись работы по строительству Собора Парижской Богоматери.
Начиная с XI века Париж становится одним из центров европейского образования, в первую очередь религиозного. В XIII веке, в результате разногласий среди преподавателей, на левом берегу (современный Латинский квартал) открывается ряд «независимых» коллежей, прародителей современной Сорбонны.
Развитие города значительно замедлилось в результате эпидемии чумы («черная смерть») в 1348-1349 и потрясений Столетней войны (1337-1453), многочисленных восстаний.
При следующей правящей династии, династии Валуа, Париж перетерпел один из самых тяжёлых периодов своей истории: в 1358 году произошло восстание под предводительством главы гильдии парижских купцов Этьена Марселя. Воодушевлённые и неспокойные, как часто характеризовали парижан, впервые объявили себя независимой коммуной под его предводительством. Карл V восстановил порядок в стране. Он же построил Бастилию.
В XIV веке город обносится ещё одной стеной на правом берегу, на месте сегодняшних Больших Бульваров.
С правления Людовика XII и, особенно, Франциска I, начался культурный подъём. Строятся прекрасные ренессансные дворцы и парки, роскошные отели. Со всей Европы во Францию стекаются художники, музыканты и лучшие ремесленники. В 1548 году открылся первый частный театр — Бургундский Отель.
В конце средних веков город насчитывал около 200 тысяч жителей. Начиная с царствования Франциска I, при котором были построены первые павильоны Лувра, и до самой французской революции город рос сравнительно медленно.
Только с XVI века столица Франции вновь постоянно растёт и развивается. Фронда заставила королей перенести резиденцию за пределы города, но Париж продолжает расширяться и застраиваться.

## XVIII—XX век

Взятие Бастилии 14 июля 1789 года

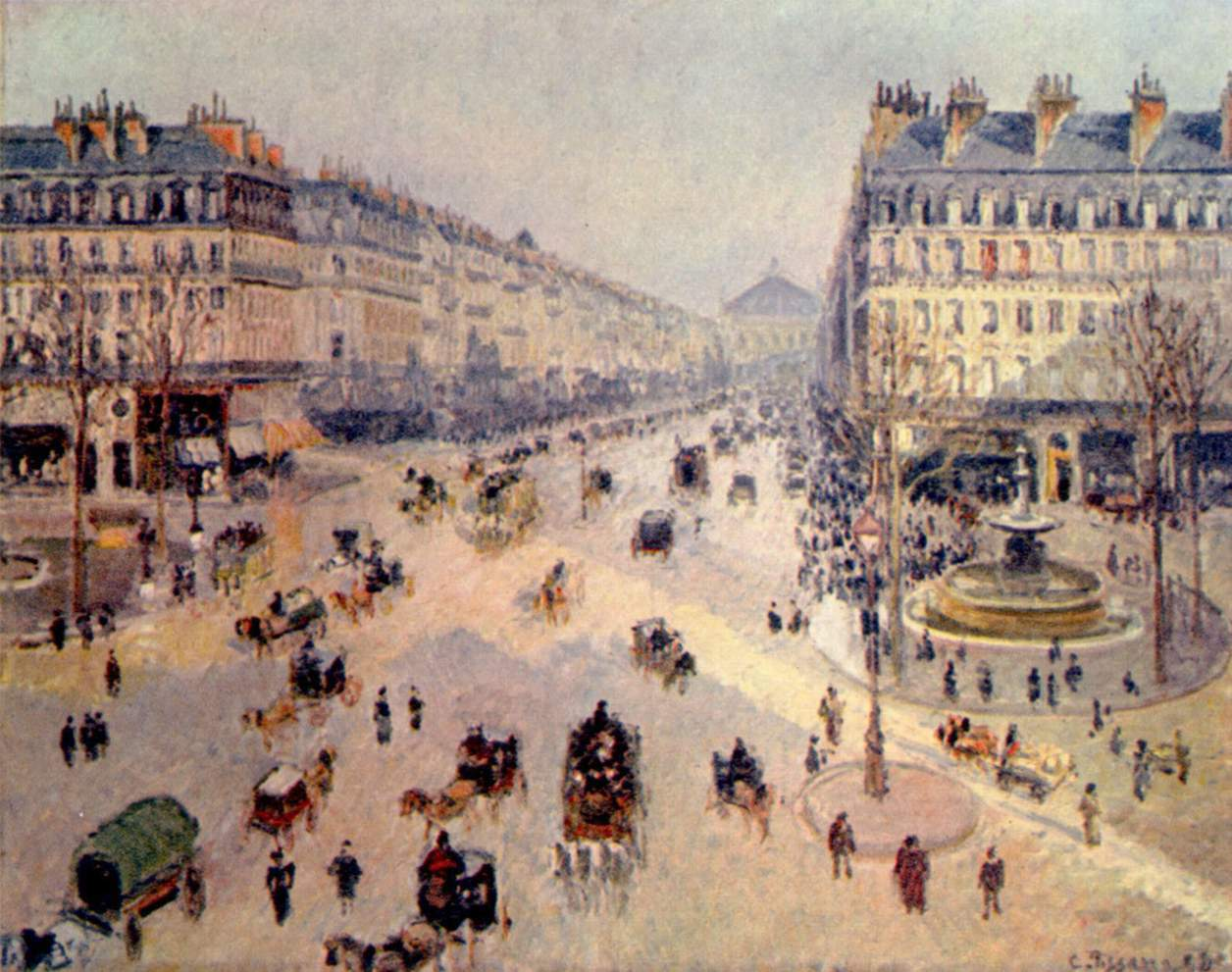
Проспект Оперы на картине Писсаро. Вид с современного «Отель ду Лувр»

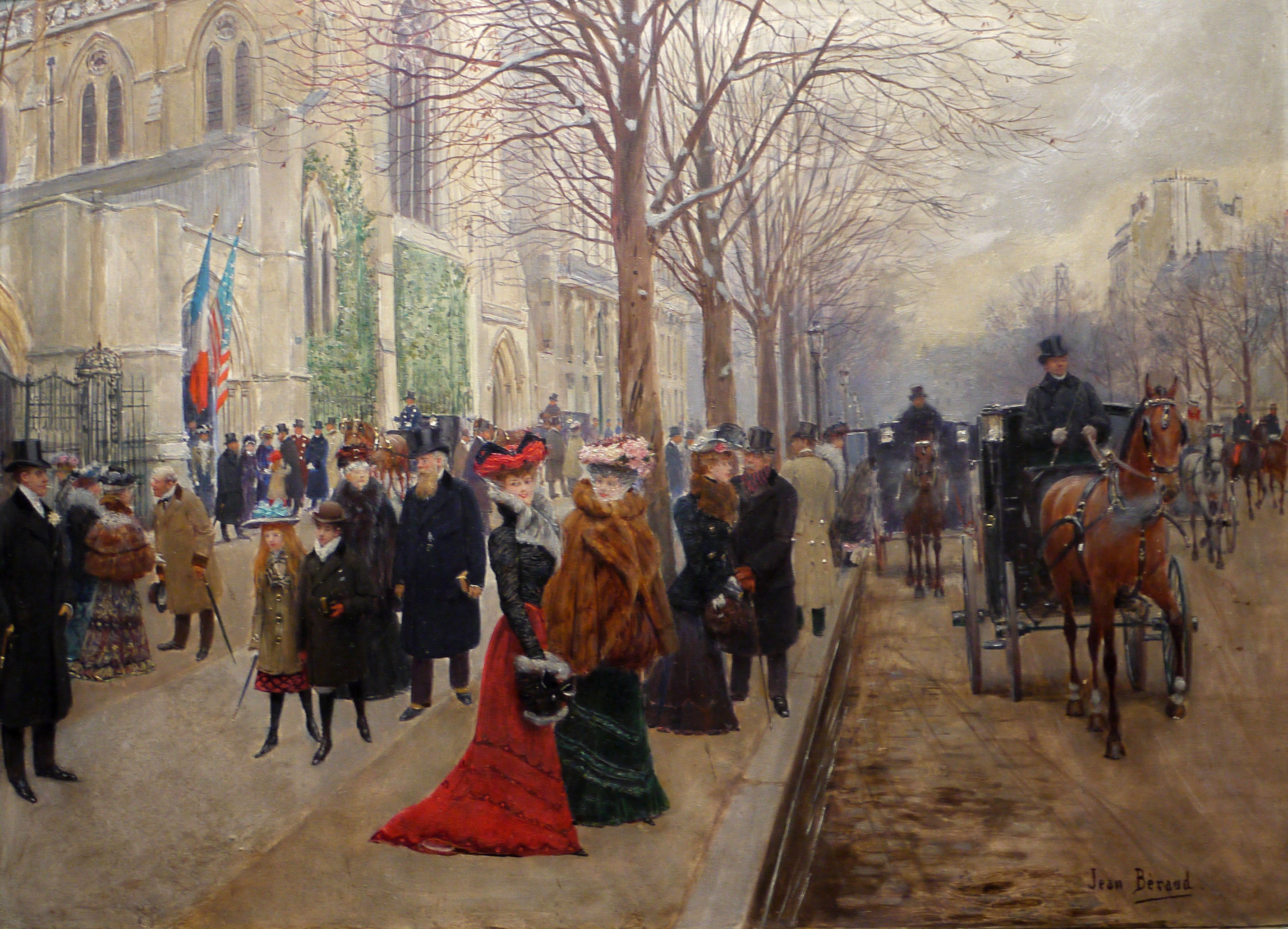
Жан Беро "У церкви Святой Троицы", 1900 г.

Во времена Людовика XIV королевская резиденция переехала в Версаль. Но Париж по-прежнему так же оставался политическим центром Франции, благодаря растущему населению и ведущей роли Парижа в экономике страны. Сюринтендант строений Кольбер решил сделать Париж вторым Римом, монументальным символом величия абсолютной монархии короля-Солнца, изобилующим шедеврами высокого барокко. Город разделяется на 20 кварталов. На левом берегу Сены, посреди равнины Гренель, в 1670—1674 годах выстраивается величественный Дом Инвалидов, предназначенный для лечения раненых солдат. Церковь Дома Инвалидов (впоследствии собор) была открыта в 1706 году. В Париже сооружаются две новых площади: Площадь Побед (1689 год) с конной статуей Людовика XIV посередине и Вандомская площадь, названная в честь герцога Луи Жозефа де Вандома, прославившегося победами в Войне за Испанское наследство, и обрамлённая архитектурным ансамблем в стиле барокко. По королевскому ордонансу 1670 года крепостная стена Желтых Рвов разрушается, а на её месте прокладываются широкие, обсаженные деревьями дороги. В 1672 году на дороге, ведущей от Сен-Дени к острову Сите, в честь побед короля на Рейне строятся ворота Сен-Дени в форме триумфальной арки. В 1676 году в честь взятия Безансона возводится триумфальная арка Сен-Мартен, украшенная обнажённой фигурой Людовика XIV в образе Геркулеса.
В XVIII веке Париж становится признанным законодателем мод, центром развлечений. При Людовике XVI возникли здания большой оперы и итальянской оперы.
Взятие Бастилии в июле 1789 года стало одним из основных действий парижан в период Первой Французской Революции, также парижане сыграли далеко не последние роли в последующих Второй и Третьей Революциях.
В эпоху Великой французской революции архитектура города практически не менялась. В связи с эмиграцией их владельцев многие особняки были заброшены, церкви закрыты.
Быстро Париж стал развиваться в эпоху Наполеона I. При нём начались строительство квартала от улицы Риволи до площади Пирамид и возведение Триумфальной арки на площади Этуаль. Для нужд коронации Наполеон приказал снести церкви на острове Сите и перевести в другое место часть больницы Отель-Дье, чтобы таким образом расширить площадь перед Собором Парижской Богоматери. На Вандомской площади была возведена колонна, отлитая из 1200 австрийских и русских пушек, захваченных Наполеоном после победы под Аустерлицем, и увенчанная фигурой императора в тоге римских цезарей. На землях, отобранных у иезуитов, было открыто кладбище Пер-Лашез. Началось строительство набережных вдоль Сены. В 1802 году была снесена старая крепость Гран-Шатле, давно утратившая своё оборонительное значение и превращенная в здание суда. Это позволило решить проблему переправы с одного берега Сены на другой. На месте крепости была разбита Площадь Шатле, в центре которой в 1806—1808 годах возвели Фонтан Побед («Пальмовый Фонтан») в стиле ампир. Фонтан был посвящён военным победам Наполеона в Италии, Египте и Германии. Важнейшей задачей, поставленной Наполеоном перед городским управлением, становится обеспечение города водой. Было завершено строительство канала Урк, началось строительство канала Сен-Мартен (завершено в 1822 году). Помимо Фонтана Побед, на разных площадях французской столицы возводится множество других фонтанов (фонтан Египтянки на улице Севр, фонтан Львов на площади Шато-д’О, фонтан Ижи на улице Сен-Доминик). С 1 марта 1812 года в Париже отменяется плата за воду. При Наполеоне вводится нумерация домов с делением на четную и нечётную стороны, увеличивается число масляных фонарей для освещения улиц, 18 сентября 1811 г. создается пожарный батальон Парижа.
Ещё больший след оставило царствование Наполеона III и градостроительные преобразования префекта Османа, значительно модернизировавшего Париж того времени. По приказу императора Наполеона III префект департамента Сены барон Ж.-Э. Осман осуществил коренную перепланировку Парижа, прорезав город магистралями и проложив бульвары на месте беспорядочных трущоб. Было построено множество зданий, ставших украшением столицы. Некоторые архитектурные памятники были перестроены, отреставрированы либо передвинуты. Тогда же началось строительство современного водопровода и канализации. Османна по праву считают создателем современного Парижа.
При Османе были проложены парижские Большие бульвары, которые и сегодня составляют основу городского плана, разбиты три больших парка и 20 скверов. Но правление префекта Наполеона III запомнилось не только украшением города: прямые, широкие бульвары, проложенные вместо кривых, узких улочек, но и подавление армией и полицией революционных выступлений жителей Парижа.

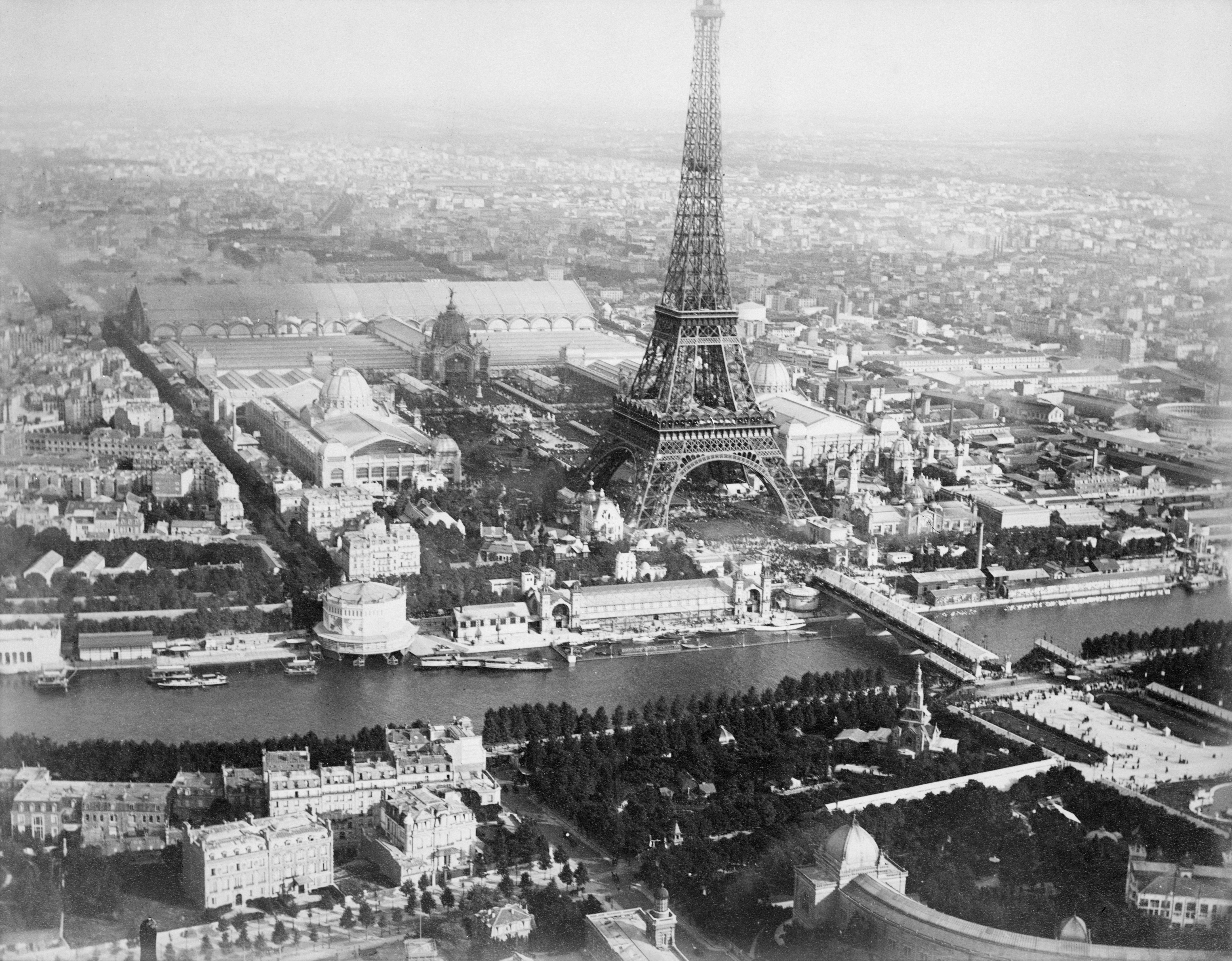
Эйфелева башня была построена к Всемирной выставке 1889 года

В 1844 году вокруг города строится третья крепостная стена, на месте сегодняшней кольцевой дороги вокруг города. В ближайших окрестностях города были возведены укрепления длиной 39 км с 16-ю фортами, в то время это было самым большим защитным сооружением в мире.

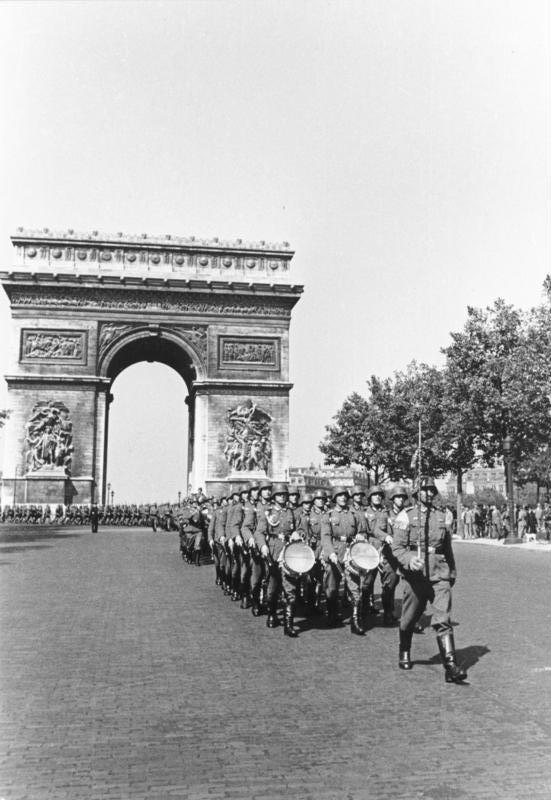
Парад оккупационных немецких войск (1940)

4 декабря 1851 г. на улицах Парижа произошла страшная бойня. Множество людей не принимавших никакого участия в противодействии перевороту, были убиты или схвачены и расстреляны; в числе убитых были женщины и дети.
Во второй половине XIX века в Париже проходит 5 из 21 Всемирных выставок (1855, 1867, 1878, 1889, 1900), что хорошо отражает культурное и политическое влияние города. Для выставки 1889 инженер Г. Эйфель построил башню, вызвавшую бурные споры, но быстро ставшую символом города, а к выставке 1900 года был открыт мост Александра III.
Во время Франко-Прусской войны город держал осаду 4 месяца (130 дней), во время которой подвергался бомбардировкам, пока Франция не сдалась. После отхода немецких войск, парижские радикалы, учредили Парижскую Коммуну, состоящую из рабочих, ремесленников и мелких буржуа. Парижская коммуна выступила против временного консервативного правительства республики.
В 1890-е годы столетия и первое десятилетие XX века, известные также как «Прекрасная эпоха», Франция переживала небывалый подъём и экономическое развитие. В 1892 г. было брошено несколько бомб в Париже под полицейской казармой и у частной квартиры; виновником оказался некто Равашоль.

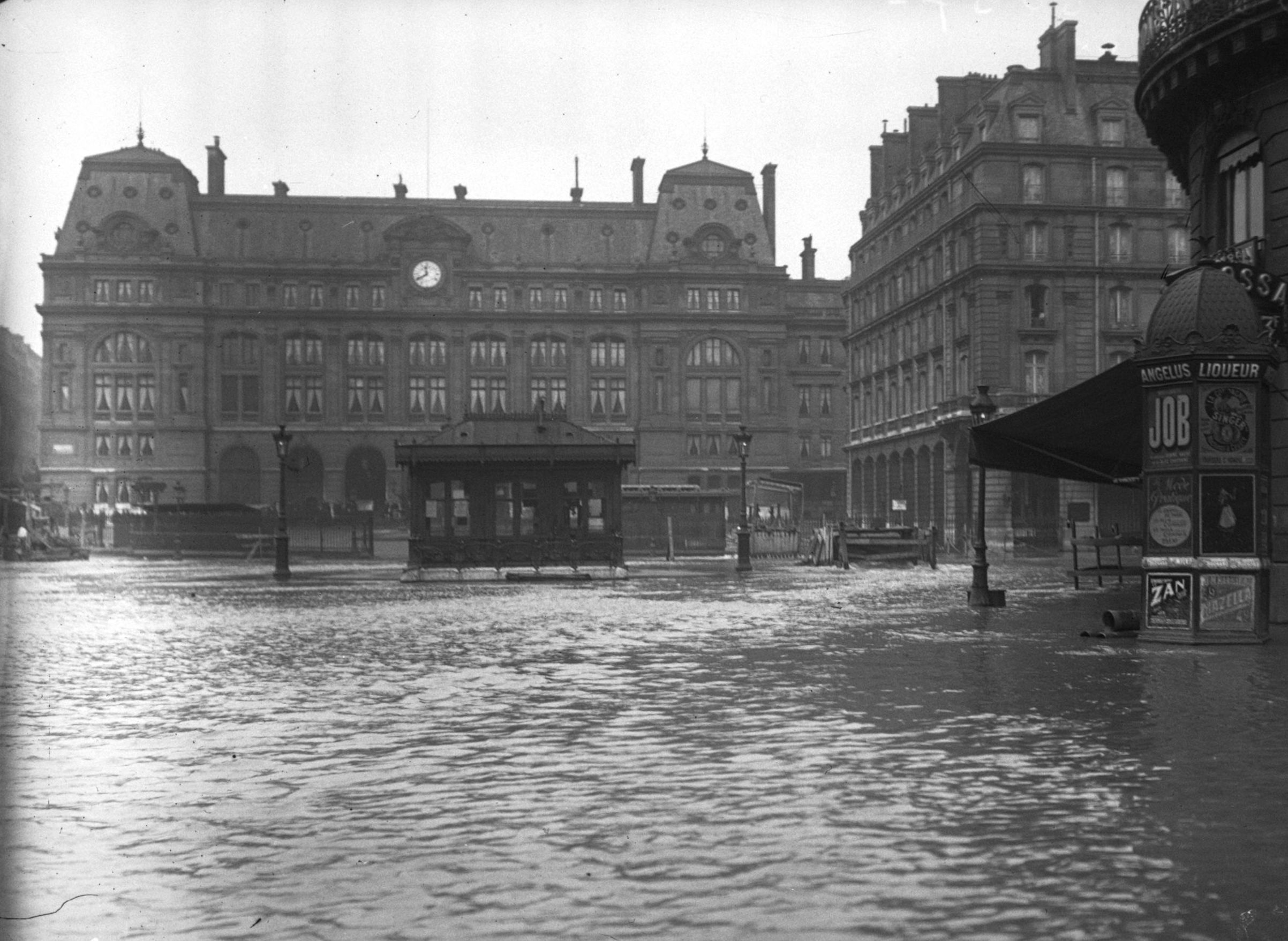
Наводнение 1910 года

В январе—феврале 1910 года в городе произошло крупное наводнение, погибших не было, но экономический ущерб составил около 400 миллионов франков, что по нынешнему курсу составляет примерно 1,5 миллиарда долларов.
После Октябрьской социалистической революции Париж — столица русской эмиграции.
Во время Первой мировой войны немцы до Парижа не дошли.
После вступления Франции во Вторую мировую войну объявлен «открытым городом», с 14 июня 1940 года оккупирован немецкими войсками. В годы войны город был занят немецким вермахтом, оккупация продлилась до конца августа 1944 года. Париж был освобождён силами Движения Сопротивления, подготовившими восстание 19-25 августа 1944 года. Город пострадал незначительно, так как город во время войны не разрушался, а союзникам удалось сорвать подготовленные планы взрывов и поджогов.
Город ещё раз стал свидетелем насилия во время студенческих восстаний — Париж был главным центром Студенческой революции 1968. В Париже же начались массовые беспорядки мая 1968-го года, приведшие, в конечном счёте, не столько к смене правительства, сколько к коренному переделу общества, смене склада ума французов.
В конце 1960-х — начале 1970-х годов расширяются работы по переустройству города. Новые здания с современными архитектурными формами меняют традиционный облик Парижа. В городе становится все больше небоскребов (архитектор Зерфюсс и другие), например — высотный деловой центр Мен-Монпарнас (1964-73) в 56 этажей и высотой в 250 м. Основная часть заводов и жилых кварталов Большого Парижа расположена в пригородах. Крупнейшие пригороды — Булонь-Бийанкур, Сен-Дени, Монтрёй, Версаль. Первые два известны своими заводами, тогда как Версаль знаменит своими дворцами и парками.

## В наши дни
И сегодня Париж сохраняет всю свою важность, триумфальное величие и шарм, несмотря на то, что его облик меняется такими стройками, как Бобур и амбициозной строительной программой «Большие Проекты» (Grands Projets), осуществлявшейся во время президентства Франсуа Миттерана. Кроме Большой арки Дефанс и Оперы Бастилия, проекты Миттерана включали реновацию Лувра архитектором Пе (Pei), комплекс Ля Вилетт на северо-восточной окраине города, а на юго-востоке — Библиотеку Франции, которую оснастили компьютерами по последнему слову техники.
Ежедневно в Париж приезжают на работу или учёбу более 850 тысяч человек, а около 200 тысяч парижан работают в пригородах. Рост Большого Парижа происходит по двум осям, вытянутым вдоль Сены, за счёт строительства пяти новых пригородов на 300—500 тысяч каждый. Эти города связаны с Парижем линиями скоростных железных и автомобильных дорог, но значительная часть их жителей работает на месте. Столица опоясана скоростной автомобильной кольцевой дорогой — бульваром Периферик — соединённой с радиальными автострадами и всей сетью автомобильных дорог Франции, ядром которой она является.

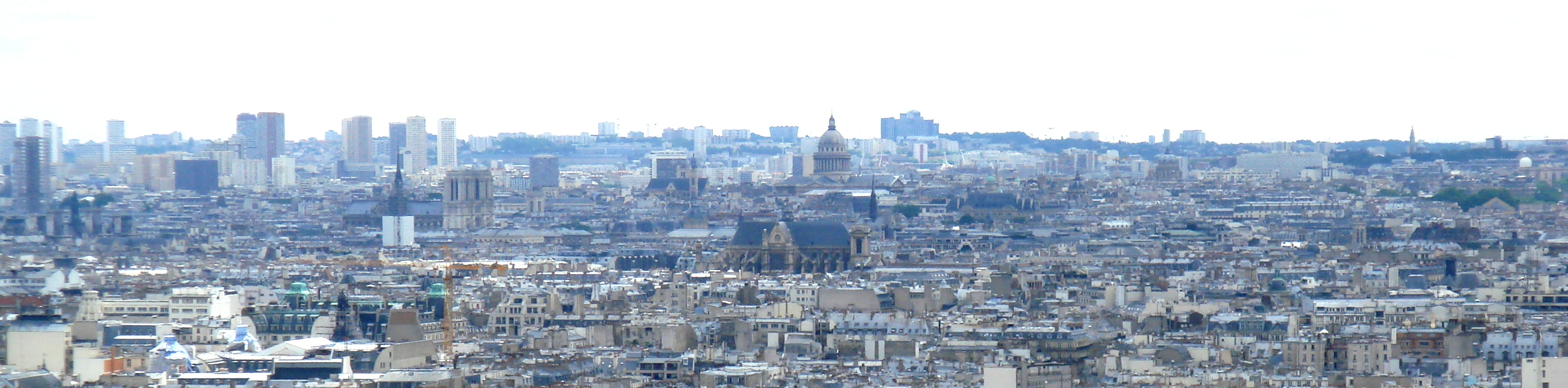
Панорама Парижа. Вид с Монмартра